# Felix Klein
Felix Christian Klein (n. 25 aprilie 1849, Düsseldorf, Regatul Prusiei – d. 22 iunie 1925, Göttingen, Republica de la Weimar) a fost matematician german, cunoscut mai ales pentru contribuțiile sale în teoria grupurilor, analiza complexă, geometria non-euclidiană și conexiunile dintre acestea și geometrie.

## Biografie
Felix Klein s-a născut la Düsseldorf, într-o familie prusacă. A urmat liceul în orașul natal, apoi a studiat matematica și fizica la Universitatea din Bonn (1865-1866), intenționând să devină fizician. În 1866 devine asistentul lui Julius Plücker, care deținea catedra de matematică și fizică experimentală și sub a cărui călăuzire obține doctoratul (1868). În același an, Plücker se stinge din viață, lăsându-și opera neterminată. Este vorba de lucrarea Neue Geometrie des Raumes, care ulterior a fost continuată de Alfred Clebsch.
În iulie 1870, la declanșarea războiului franco-prusac, Klein se afla la Paris. Este nevoit să se retragă în țară și intră în armata prusacă.
În 1871 intră ca lector la Göttingen. Anul următor, la numai 23 de ani, intră ca profesor la prestigiosul centru universitar Erlangen și aceasta la cererea lui Clebsch, care întrezărea în el un mare matematician.
Deoarece la Erlangen erau prea puțini studenți, pentru a-și realiza dezideratul, Klein se mută la Technische Hochschule din München (1875). Aici are ca studenți pe viitori mari matematicieni și fizicieni: Carl Runge, Max Planck, Adolf Hurwitz, Luigi Bianchi, Gregorio Ricci-Curbastro, Walther von Dyck, Karl Rohn.
În 1875 Klein se căsătorește cu Anne Hegel, nepoata filozofului Georg Wilhelm Friedrich Hegel.
În 1880 preia catedra de geometrie de la Leipzig. Printre prestigioșii colegi se pot menționa: Karl Rohn, Walther von Dyck, Friedrich Engels, Eduard Study.
Urmează o perioadă nefastă: Între 1883 și 1884 Klein suferă de depresie.
În 1886 este numit profesor la Universitatea de la Göttingen, unde avea să rămână până la retragerea sa la pensie, în 1913.

## Opera
Este cunoscut pentru programul de investigare științifică de la Erlangen privind aplicarea teoriei grupurilor la transformări geometrice.